# ヤマハ・シグナス
シグナス（CYGNUS）とは、ヤマハ発動機が販売しているスクータータイプのオートバイである。正式型番はXC。車名の「シグナス」は「白鳥座」を指す。

## モデル一覧

### CYGNUS XC180

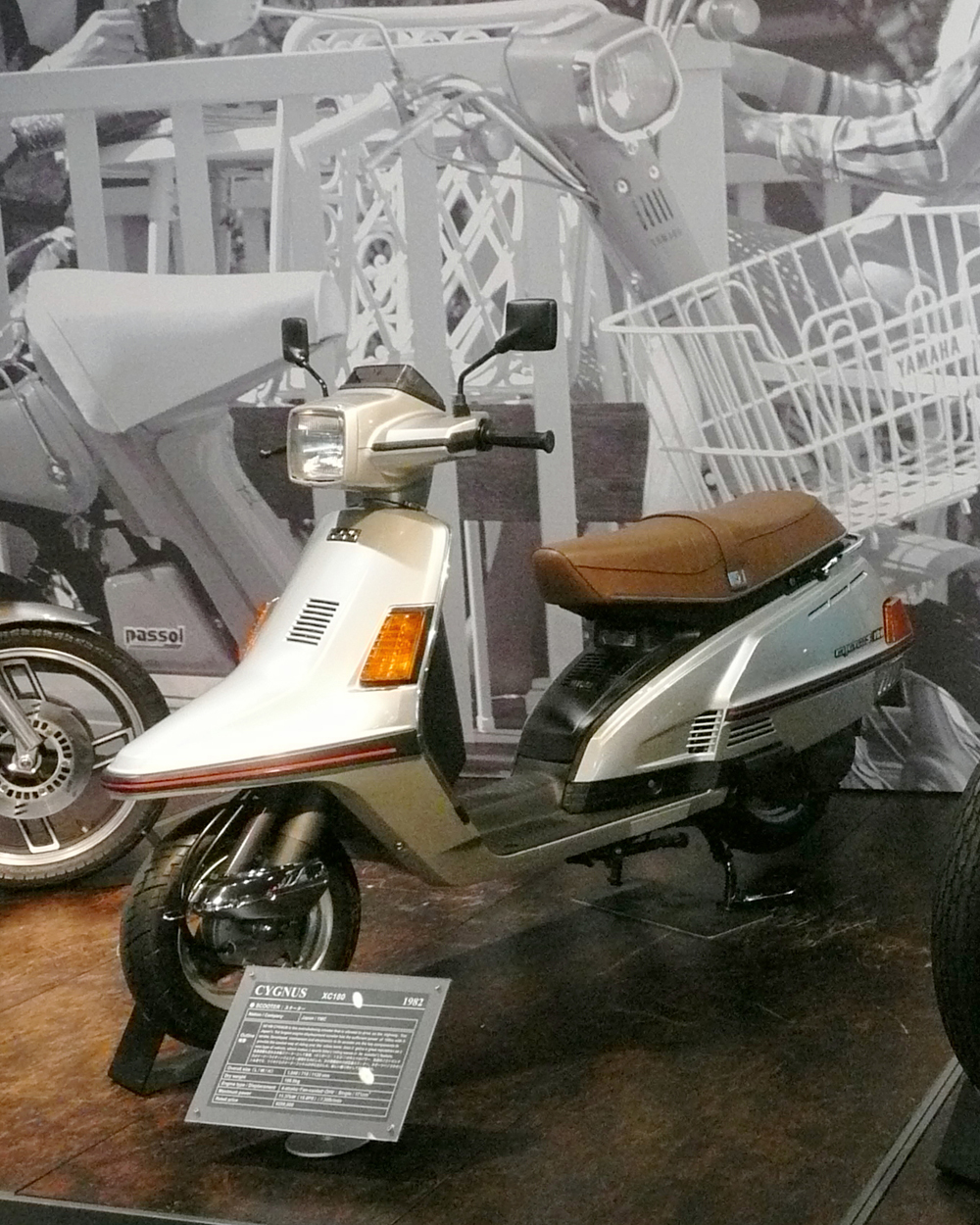
CYGNUS XC180

CYGNUS XC180は1982年にスクーターとしてはラビットスクーター以来、十数年ぶりの軽二輪規格車として発売された。ヤマハスクーター初の4ストロークエンジンは静粛性に優れ、171ccの排気量で15馬力の性能を発揮し、高速道路を用いた長距離移動やツーリングを可能とした。しかし搭載した空冷OHVエンジンはカウルでフルカバーされたことにより排熱しづらいという弱点が露呈し、世相から大型スクーターが評価されることもなく、販売結果は芳しくなかった。北米ではRIVA180として販売された。

### CYGNUS / D / Si / SV
CYGNUSは1984年発売。型式はXC125でありエンジンは124ccの排気量で、ほとんど曲線部分がない特徴的なデザインを持つ車体であった。特に人気があるという車両ではなかったがロングセラー商品となり、1988年にマイナーチェンジを行ったのみで10年以上発売され続けた。
1995年にフルモデルチェンジが行われ型式はXC125Tとなり、以降現在までシグナスは全て台湾の現地法人である台湾山葉機車が生産し、日本では正規輸入の形で販売されることになった。デザインは大幅に変更されて丸みを持つようになったが、販売は振るわなかった。
CYGNUS Dは1996年発売。先に発売されていたXC125Tの上位モデルとしての位置付けで、前輪にディスクブレーキが装備され、ヘッドライトをフロントカウルに装着させたデザインとなっていた。
CYGNUS Siは1998年に発売された。実質XC125Tのフルモデルチェンジであり、CYGNUS Dの廉価版としての位置付けで、前輪ディスクブレーキは装備されなかったが、それにより97kgの軽量車体となった。しかし2001年にCYGNUS SVとしてモデルチェンジされ、CYGNUS Dとの統合を受けて前輪ディスクブレーキが装備された。

### CYGNUS-X / X SR / X FI

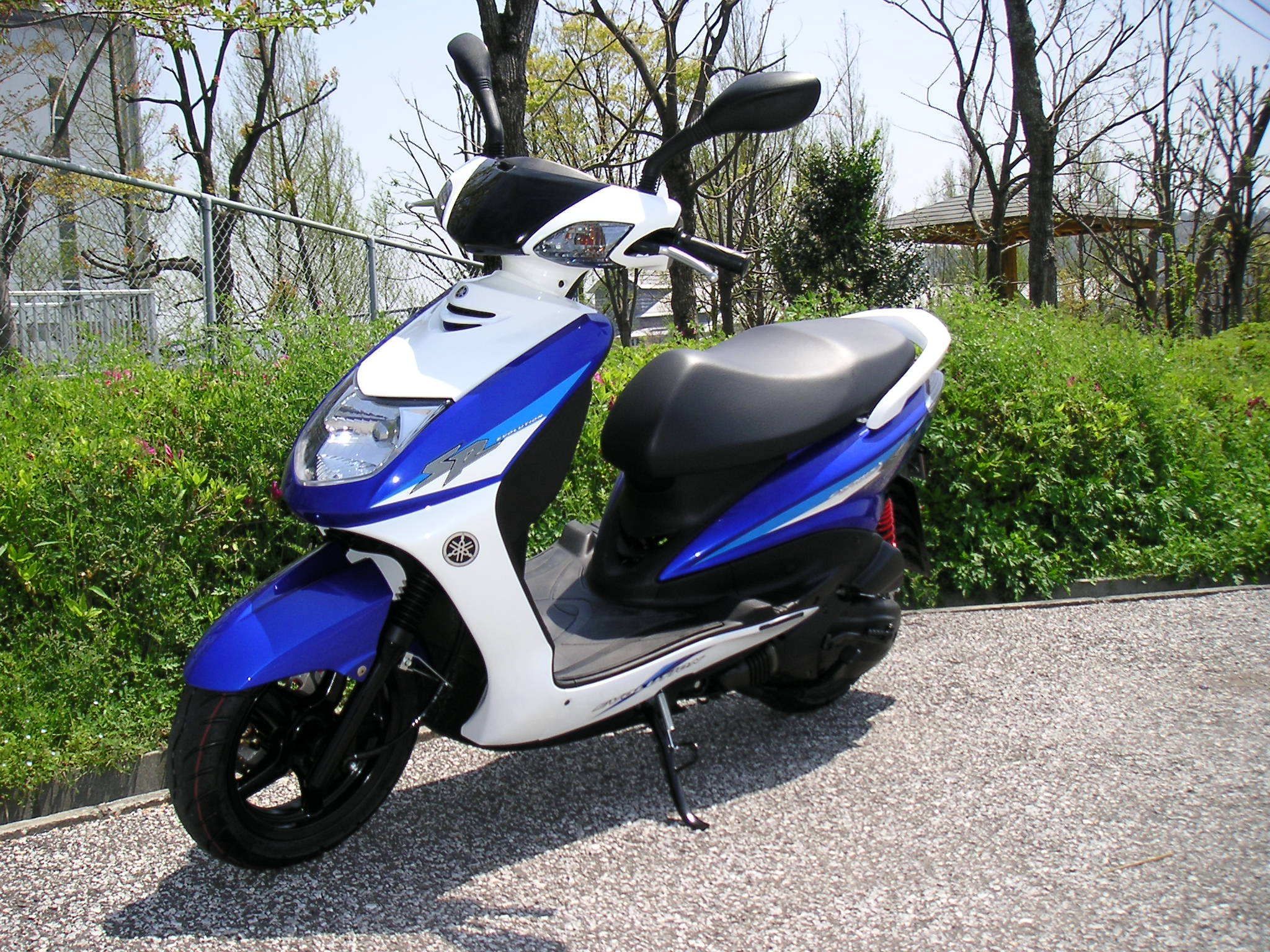
シグナスX SR 台湾仕様(日本に並行輸入されたもの)

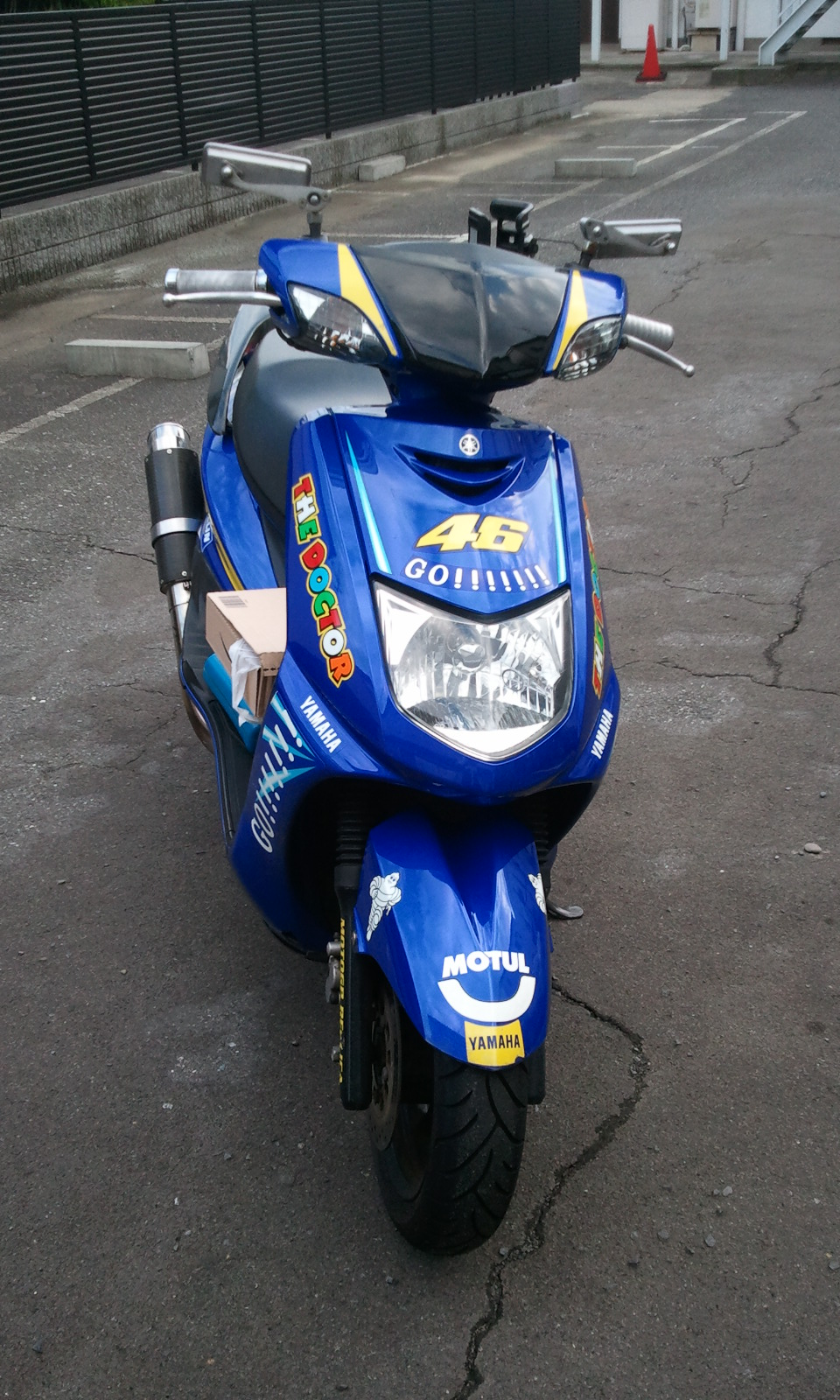
2004年に限定発売されたヴァレンティーノ・ロッシモデル

CYGNUS-Xは2003年発売。フルモデルチェンジにあたり、前後輪12インチホイール・60Wハロゲンヘッドライト・吸排気4バルブメッキシリンダーエンジン・大容量メットインスペースなどを採用し、装備面をかなり充実させており、車体デザインも好評であったことから、125ccスクーターとしては久々のヒット車両となった。2004年からはバリエーションモデルとして、車体カラーとサスペンションを変更したCYGNUS-X SRが発売されている。2004年にはGPチャンピオンを祈念してヴァレンティーノ・ロッシモデルが発売、また2005年には黄/黒の50Thアニバーサリーモデルが発売された。
2007年10月12日にはフルモデルチェンジされ、FIエンジンを採用した後述の台湾仕様を、日本国内向けに平成19年排出ガス規制対応のセッティングや装備の変更を施し、正規販売されている。なお2015年モデルより日本での販売はSR仕様のみに統合された。
2015年11月20日にフルモデルチェンジされ、エンジンはトルク重視のセッティングとなったが、後輪をディスクブレーキ化しつつ車体構造を全面的に見なおして車重を4kg軽量化させたことにより、加速と燃費を向上させている。2017年8月21日には平成28年環境規制に対応するマイナーチェンジが行われる。

#### 台湾仕様車
2005年にはフューエルインジェクション仕様のCYGNUS-X FIが先行して発表され、また2006年にはモデルチェンジにより車体デザインの変更が行われ、タコメーターやデジタル速度計などが装備された。2008年には現地の新しい排出ガス規制に対応するモデルチェンジを受けている。

### CYGNUS-Z / L
CYGNUS-ZおよびCYGNUS-Lは、中国で生産されている車両である。共にデザインは台湾生産車と異なっており、Lは排気量101ccの廉価版である。
CYGNUS-Lの呼称は、シグナスレディーであり、女性をターゲットした車両である。中国国内における広告媒体でも女性ユーザーをターゲットとした訴求を展開した。

### CYGNUS GT
CYGNUS GTは1993年発売。型式はXC150でありエンジンは149ccの排気量だが、その冷却方式は水冷と空冷を部分によって併用するという特殊なものであった。台湾生産車を輸入したもので販売的には芳しくなかったが、後にマジェスティが発売されるまでラインアップに名を連ねていた。

## 派生車種
現在はシグナスシリーズから分離される扱いで、過去の T・D・Si・SV の部品やデザインを流用して生産された車両が、中国・台湾の両方で生産されている（リンク先参照のこと） 。
2009年から日本で発売されているアクシス・トリートXC125Eも、その中の一つに含まれる。